# Козовой, Геннадий Иванович
Геннадий Иванович Козовой (род. 5 января 1951 года, Черемхово, Иркутская область, РСФСР, СССР) — российский предприниматель, менеджер, генеральный директор и один из основных владельцев Распадской угольной компании (владеет немногим менее 25 % акций компании).
Доктор технических наук, автор более 20 публикаций по проблемам реструктуризации угледобывающих предприятий и организации производства.
Заслуженный работник Минтопэнерго России.
Заслуженный шахтёр России.

## Биография
Геннадий Козовой 05 января 1951 года в городе Черемхово  Иркутской области, где его родители работали на шахте. В 1960-е годы в Черемхово добывали более 20 млн тонн угля в год.
Окончив восьмилетку, поступил в горный техникум. Впервые спустился в шахту в 1968 году на производственной практике.
В 1970 году, после окончания Черемховского горного техникума, с 1970 по 1973 год работал подземным электрослесарем шахты № 3 треста «Черемховоуголь» комбината «Востсибуголь». Потом служил в армии.
В 1978 году окончил Иркутский политехнический институт со специализацией — «электрификация и автоматизация горных работ». В том же году распределился на шахту «Распадская» в Междуреченске, где работал электрослесарем (подземным слесарем), начальником участка, замначальником блока подготовительных работ, начальником горнопроходческого блока, заместителем главного инженера, главным инженером. Во время работы стал членом КПСС.
В 1991 году назначен исполняющим обязанности председателя наблюдательного  совета АОЗТ «Распадская» — первого предприятие  в России, акционированного трудовым  коллективом.
В 1993 году стал гендиректором  ЗАО «Распадская». Впоследствии, с партнёром Александром Вагиным консолидировали  более 70 % акций  компании.
С 1996 по 1997 годы работал генеральным директором ОАО «Междуреченская угольная компания - 96».
В 1998 году был членом Совета директоров ОАО «Томусинское погрузочно-транспортное управление».
В 1999 году становится членом Совета директоров ЗАО «Распадская финансово-промышленная компания».
В 2000 году у Геннадия Козового возникла идея объединиться с «Южкузбассуглём» и «Сибуглеметом», создав крупнейшую в России и мире компанию с потенциалом добычи на уровне 50 млн т. коксующегося угля в год. Но акционеры компаний так и не смогли договориться.
В начале 2000-х годов вместе с Вагиным продали часть «Распадской» «Евразу».
С 2000 года член Совета директоров ЗАО «РИЛКОМ» и ЗАО «Шахта Распадская-Коксовая».
В 2003 году стал генеральным директором  Распадской угольной  компании, управляющей  шахтами и вспомогательными предприятиями. Геннадий Козовой поставил перед менеджерами задачу: сделать из «Распадской» предприятие мирового уровня. Изучил опыт угольных компаний Польши, Великобритании, Германии и США. Взял кредиты на модернизацию своей шахты у зарубежных банков.
В 2004 году Козовой и Вагин на паритетных началах с «ЕвразХолдингом» создали совместное предприятие Corber Enterprises Ltd., куда было передано около 90 % акций «Распадской».
В 2005 году подготовил «Распадскую» к IPO.
В июне 2007 года договорился с Evraz Group о слиянии «Распадской» и «дочки» «Евраза» — «Южкузбассугля». Козовой был назначен генеральным директором «Южкузбассугля». Однако завершить сделку не удалось. В марте 2008 года Evraz объявил об уходе Козового с поста гендиректора «Южкузбассугля». По одной из версий, сделка сорвалась из-за того, что стороны не сошлись в оценке активов.
В 2007 году Козовой стал совладельцем «Эталонбанка» (20,6 %). Его интересы в совете директоров представляет сын Артём.
С мая 2010 года временно исполняет обязанности руководителя шахты «Распадская».
В 2017 году вместе с супругой получил гражданство Мальты.

## Семья
Женат, двое детей — дочь и сын. Сын Артём — член совета директоров Эталонбанка.

## Состояние
Входит в рейтинг журнала Forbes с 2005 года, за исключением 2006 и 2007 годов. Занимает места с 67 (2008) по 90 (2005) с состоянием с 340 млн долларов США (2005) по 1 500 млн долларов США (2008). В 2010 году занимал 68 место с состоянием 950 млн долларов США.

## Хобби
Любит рыбалку, на которую иногда выезжает вместе с Александром Абрамовым, большой теннис и горные лыжи.

## Награды
Геннадий Козовой награждён знаком «Шахтёрская Слава» трех степеней, орденом Почёта, ему присвоены звания «Заслуженный работник Минтопэнерго РФ», «Заслуженный шахтёр РФ», «Почетный работник угольной промышленности».
За заслуги перед Русской православной церковью награждён орденом Святого благоверного князя Даниила Московского III степени
Благодарность Президента Российской Федерации (30 мая 2012 года) — за достигнутые трудовые успехи и многолетнюю добросовестную работу